# Robert Mitchum

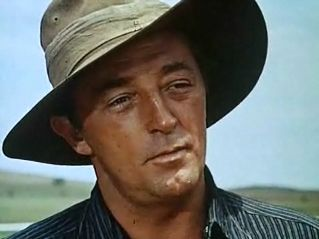
Robert Mitchum

Robert Mitchum (6. srpna 1917 Bridgeport, Connecticut, USA – 1. července 1997 Santa Barbara, Kalifornie, USA) byl americký herec a zpěvák.
Prožil velmi bouřlivé mládí, pracoval v mnoha různých profesích, jednalo se převážně o dělnická povolání. Jedním z těchto povolání byl profesionální boxer. Při boxu utrpěl vážné zranění, které vedlo k tomu, že musel boxování zanechat zcela. Odnesl si u něj svůj značně charakteristický vzhled, totiž mírně křivý nos a jizvu na tváři. K filmu se dostal přes amatérské divadlo, kde se seznámil s lidmi, kteří disponovali potřebnými styky do prostředí Hollywoodu. Zpočátku hrál ve filmech pouze drobné či epizodní role v podřadných westernech, válečných a dobrodružných filmech u společnosti RKO.
Jeho první velká a úspěšná filmová role přišla až v roce 1945 ve snímku Příběh fešáka, za kterou byl také poprvé a naposledy nominován na cenu Americké filmové akademie Oscar. Navzdory aféře s přechováváním drog jeho další filmová kariéra nadále stoupala. Robert představoval zvláštní neotřelý typ drsného, někdy až zlého, chlapíka s nedbalou mluvou, ležérním vystupováním a i zvláštní chůzí, který se hodil do dobové atmosféry tehdy módního filmového film-noir stylu. I přes velkou nepřízeň filmové kritiky a jeho nepříliš dobrou pověst u jeho hereckých kolegů se jednalo o velmi často obsazovaného a režiséry často vyhledávaného herce s velmi osobitým hereckým stylem, který se dobře hodil pro role vojáků, westernových hrdinů, dobrodruhů, drsných detektivů apod.
Ke konci svého života se více věnoval práci pro americké televizní stanice.
Jeho filmografie je velice obsáhlá, objevil se nejméně ve 130 různých filmových a televizních dílech. Jedná se o jednu z mála amerických filmových hvězd, která nikdy nezískala Zlatý glóbus nebo Oscara a jež i přes poměrně zjevnou nepřízeň tehdejší dobové kritiky je v dnešní době považována za hollywoodského klasika i legendu světové kinematografie. Svou poslední roli ztvárnil ve filmu Dead Man.